# Ad Mol
Adriaan (Ad) Mol (Eindhoven, 23 januari 1936) is een voormalig Nederlands voetballer die doorgaans als aanvaller speelde.

## Loopbaan
Mol behoorde tot de selectie van het tweede elftal van PSV en maakte er op 23 november 1958 zijn competitiedebuut in de hoofdmacht, als vervanger van Piet Kruiver die op dat moment met het Nederlands militair elftal in Portugal verbleef voor het Wereldkampioenschap voor militaire elftallen. Hij kon in de thuiswedstrijd tegen MVV (0-0) echter geen indruk maken en het  bleef dan ook bij dat ene optreden. Na afloop van het seizoen verruilde de rechtsbinnen  PSV voor amateurclub Woensel. Een jaar later kreeg de Eindhovenaar bij VVV een herkansing in het betaald voetbal. Zijn optredens bij de Venlose eredivisionist bleven beperkt tot het tweede elftal. In 1961 keerde Mol definitief terug naar de amateurs van Woensel.

## Statistieken
| Seizoen         | Club            | Competitie      | Competitie | Competitie | Beker | Beker | Overige | Overige | Totaal | Totaal |
| Seizoen         | Club            | Competitie      | Wed.       | Dlp.       | Wed.  | Dlp.  | Wed.    | Dlp.    | Wed.   | Dlp.   |
| --------------- | --------------- | --------------- | ---------- | ---------- | ----- | ----- | ------- | ------- | ------ | ------ |
| 1956/57         | PSV             | Eredivisie      | 0          | 0          | 1     | 0     | –       | –       | 1      | 0      |
| 1957/58         | PSV             | Eredivisie      | 0          | 0          | 0     | 0     | –       | –       | 0      | 0      |
| 1958/59         | PSV             | Eredivisie      | 1          | 0          | –     | –     | –       | –       | 1      | 0      |
| 1960/61         | VVV             | Eredivisie      | 0          | 0          | 0     | 0     | –       | –       | 0      | 0      |
| Carrière totaal | Carrière totaal | Carrière totaal | 1          | 0          | 1     | 0     | 0       | 0       | 2      | 0      |